# ألبير ريمي
ألبير ريمي (بالفرنسية: Albert Rémy)‏ هو ممثل فرنسي، ولد في 9 أبريل 1911 في فرنسا، وتوفي في 26 يناير 1967 بباريس في فرنسا بسبب نوبة قلبية.

## أعمال

### أفلام
- (1945) أطفال الفردوس
- (1966) الجائزة الكبرى

## وصلات خارجية
- ألبير ريمي على موقع IMDb (الإنجليزية)
- ألبير ريمي على موقع ألو سيني (الفرنسية)
- ألبير ريمي على موقع أول موفي (الإنجليزية)
- ألبير ريمي على موقع قاعدة بيانات الأفلام السويدية (السويدية)
- ألبير ريمي على موقع قاعدة بيانات الفيلم (الإنجليزية)
- ألبير ريمي على موقع كينوبويسك (الروسية)